# دوغلاس إسحاق بوش
دوغلاس إسحاق بوش (بالإنجليزية: Douglas Isaac Busch)‏ هو مصور ومخترع ومدرس ومصمم معماري أمريكي ولد في 11 نوفمبر 1951.

## النشأة والتعليم
ولد بوش في ميامي بيتش بولاية فلوريدا لأبوين يهوديين ويليام جولدورن وإينيد جوتليب جولدورن. طلقوا عندما كان عمره عام واحد. تزوجت والدته الدكتور دونالد بوش الذي تبنى دوغلاس وانتقلوا إلى روكفورد في إلينوي حيث أنهى دراسته في مدرسة لينكولن الإعدادية، ومدرسة جيلفورد الثانوية. كان يعمل في فريق جريدة المدرسة الثانوية كمصور له في سنوات المبتدئين والكبار. نشأ مع أخت وأخ. التحق بجامعة إلينوي وتخصص في السينما والتصوير وتصميم الجرافيك. شارك في برنامج الدراسة المستقلة المنشأ حديثًا في الجامعة. وكان رئيس الجمعية التعاونية للتصوير الفوتوغرافي.

## الحياة المهنية
بعد التخرج انتقل بوش إلى الكرمل، كاليفورنيا حيث عمل كمساعد لمورلي باير. ومساعد لأنسل آدمز وكان في البداية يعمل في قسم الألماس ثم تمت ترقيته إلى مساعد في قسم المجوهرات الراقية قبل أن يوضع في متجر جلوب في سكرانتون بولاية بنسلفانيا، حيث كان يدير قسم المجوهرات الراقية المؤجر. حصل على درجة الماس من معهد الأحجار الكريمة في أمريكا، ثم عاد بعد ذلك إلى روكفورد في إلينوي للعمل في شركة مجوهرات العائلة، (مجوهرات بوش).
بعد ولادة طفلين، انفصل بوش في عام 1984 عن زوجته مارشيا وتطلق بعد فترة وجيزة. غادر بوش صناعة المجوهرات لمتابعة مهنة التصوير. وفي هذه الأثناء أسس شركة لتصميم وتصنيع كاميرات (SuperLarge ™) وعدسات وحاملات أفلام وملحقات أخرى.
عاد بوش إلى جامعة إلينوي وقضى عامًا في التصوير الفوتوغرافي للدراسات العليا. أنتج مشروع الأراضي الزراعية خلال هذا الوقت. في عام 1992، أخرج كتابه الأول "In Plain Sight" وحصل على أفضل كتاب في السنة من جائزة ناشر صغير. خلال هذا الوقت، كان بوش يسافر عبر الولايات المتحدة الأمريكية وأوروبا في زيارة لبرامج الفنانين وورش التدريس. 
أسس بوش وزوجته لوري منظمة لتقديم المنح ومقرها في ماليبو في كاليفورنيا في مايو 2005. كانت مهمتها الأساسية هي تقديم منح نقدية للمصورين داخل الولايات المتحدة. المصورون الذين يحتاجون إلى الاعتراف بأعمالهم في الماضي والحاضر ودعمها.
عمل بوش كذلك في تصميم وبناء المنازل في هذا الوقت، وقد أكمل أكثر من 30 مشروعًا حتى الآن، تم نشر بعضها في جميع أنحاء العالم. في عام 2009 أسس استوديو لتصميم وبناء الهندسة المعمارية والمناظر الطبيعية المستدامة، وتصميم وبناء منتجات منخفضة الكربون مستدامة لتقليل النفايات وتنمية الأغذية.

## وصلات خارجية
- الموقع الرسمي